# Jurij Arbačakov
Jurij Jakovlevič Arbačakov (in russo Юрий Яковлевич Арбачаков?; 22 ottobre 1966) è un ex pugile sovietico, dal 1991 russo, che ha vinto la medaglia d'oro alle Olimpiadi di Mosca 1980.

## Palmarès

### Mondiali dilettanti
- 1 medaglia:
  - 1 oro (Mosca 1980 nei pesi mosca)